# آلبرتو پومینی

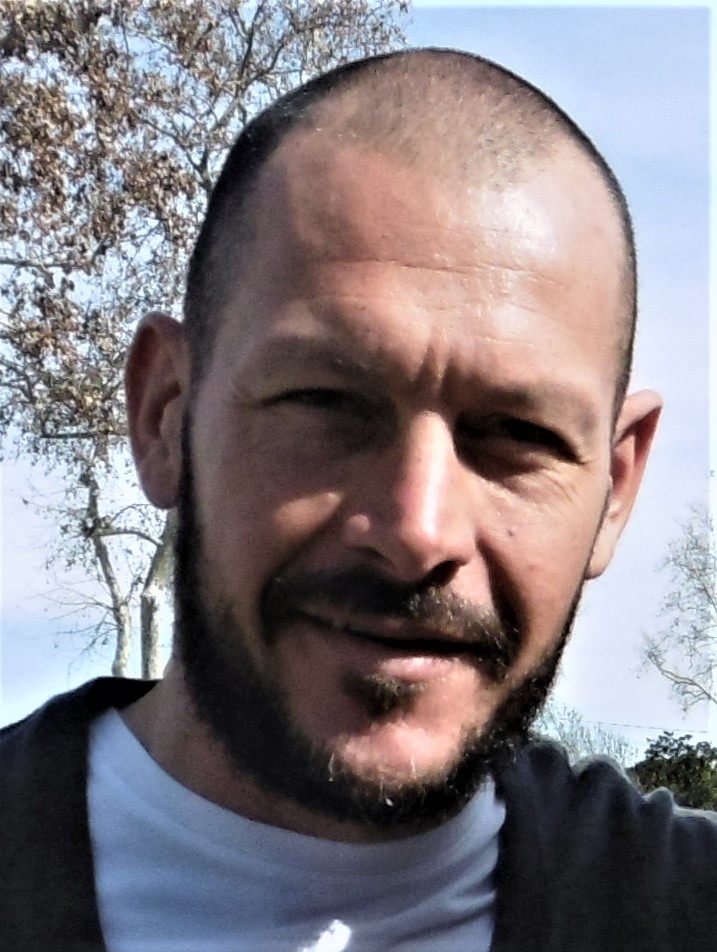
آلبرتو پومینی - ۲۰۲۳

آلبرتو پومینی (انگلیسی: Alberto Pomini؛ زادهٔ ۱۷ مارس ۱۹۸۱) بازیکن فوتبال اهل ایتالیا است.
از باشگاه‌هایی که در آن بازی کرده‌است می‌توان به باشگاه فوتبال هلاس ورونا، باشگاه فوتبال پالرمو، و باشگاه فوتبال ساسولو اشاره کرد.